# Claudia Marcella die Ältere
Claudia Marcella die Ältere (lateinisch Claudia Marcella Maior) (* um 43 v. Chr.) war eine römische Adlige.

## Leben
Claudia Marcella Maior war die ältere der beiden Töchter des Gaius Claudius Marcellus und der Octavia Minor, der Schwester des Kaisers Augustus. Zur Unterscheidung von ihrer gleichfalls Claudia Marcella genannten jüngeren Schwester wird ihr Name mit dem Zusatz Maior (= die Ältere) versehen. Die beiden Schwestern lebten von 39 bis 37 v. Chr. mit Octavia Minor und deren neuen Gatten Marcus Antonius in Athen und kehrten 37 v. Chr. mit ihrer Mutter nach Rom zurück, wo sie von dieser streng erzogen wurden.
Claudia Marcella Maior heiratete um 28 v. Chr. Augustus’ Freund Marcus Vipsanius Agrippa und gebar ihm mehrere Kinder, u. a. Vipsania Marcella, die spätere Ehefrau des Publius Quinctilius Varus, und Vipsania, die Gattin des Redners Quintus Haterius. 21 v. Chr. setzte Augustus die Scheidung von Claudia Marcella und Agrippa durch, da dieser Iulia, die Tochter des Kaisers, heiraten sollte. Nun ging Claudia Marcella eine neue Ehe mit Iullus Antonius, dem jüngeren Sohn des Triumvirn Marcus Antonius und dessen dritter Gattin Fulvia, ein. Aus dieser zweiten Ehe hatte Claudia Marcella den Sohn Lucius Antonius, der 19 n. Chr. Praetor war, und möglicherweise einen weiteren Sohn Gaius Antonius sowie die Tochter Iulla Antonia.